# Catena dell'Auta
La Catena dell'Auta (detta anche Zime de l'Auta, Sas de l'Auta, le Aute) è un sottogruppo del gruppo della Marmolada in Provincia di Belluno (Veneto). Raggiunge la sua massima elevazione con la Cima d'Auta Orientale (2.623 m).

## Classificazione
La SOIUSA vede la catena dell'Auta come un sottogruppo alpino e vi attribuisce la seguente classificazione:
- Grandeparte = Alpi Orientali
- Grande Settore = Alpi Sud-orientali
- Sezione = Dolomiti
- Sottosezione = Dolomiti di Gardena e di Fassa
- Supergruppo = Dolomiti di Fassa
- Gruppo = Gruppo della Marmolada
- Sottogruppo = Catena dell'Auta
- Codice = I/C-31.III-B.9.d

## Descrizione
Il massiccio montuoso è costituito dalla lunga catena che, partendo dalla Forca Rossa si dirige verso est fino al Cordevole, e separa la val Pettorina (Rocca Pietore) dalla valle del Biois (Falcade). 
La catena presenta un andamento abbastanza regolare, da E ad O, nel primo tratto, cioè dalla Forca Rossa al Piz Zorlet, mentre piega verso NE nel suo tratto terminale che degrada dal Sasso Bianco fino a Caprile con una lunga dorsale boscosa. La catena è costituita da innumerevoli elevazioni sia di natura dolomitica che vulcanica. Le cime di maggior interesse alpinistico sono rappresentate dalle belle pareti dolomitiche della Cima d'Auta Orientale (2623 m), dalla sua gemella, la Cima d'Auta Occidentale (2609 m) e dal Barbacin (2519 m) che sovrastano la valle del Biois e formano le cosiddette Cime d'Auta. Di notevole interesse è anche il Sasso Bianco (2407 m) che presenta verso la val Pettorina una complessa parete dolomitica. 
Altre elevazioni degne di nota sono, da est verso ovest: il Col Bechér (2444 m), il Sassedél (2337 m), il Monte Aut (2543 m), il Monte Peza (2408 m), le cime di Peza (2394 m), il Piz Zorlet (2376 m). 
In prossimità della forcella dei Negher, importante valico escursionistico che mette in comunicazione la Valle del Biois con la Val Pettorina, è situato il lago dei Negher o dei Giai: esso viene chiamato dei Negher dagli abitanti della Val Biois; dei Giai secondo la parlata degli abitanti della Val Pettorina.

## Rifugi, malghe e baite
Il gruppo delle Cime d'Auta è provvisto attualmente di un solo rifugio, la Baita dei Cacciatori, in località el Mut, sotto le Cime d'Auta, e rappresenta l'unica struttura gestita della zona.
Tuttavia sono presenti due malghe attive nel periodo estivo: sono la Malga ai Lach e la Malga Bosch Brusà, entrambe in comune di Falcade e situate sulle soleggiate falde boscose che scendono dal Sas de la Palaza. Sono entrambe comodamente raggiungibili da Val Freda (in prossimità del Passo San Pellegrino), oppure dalla località le Barezze nelle vicinanza di Sappade, frazione di Falcade. Sono presenti inoltre una struttura ricettiva aperta d'estate in località Tabiai de Ciamp, in prossimità del Sasso Bianco, e il Rifugio Lagazzon sull'omonima forcella.
Sono presenti anche numerose baite come la Baita Papa Giovanni Paolo I raggiungibile in circa un'ora e mezza da Colmean, frazione di Canale d'Agordo. Sotto la forcella dei Negher si trova invece la Baita di Colmont raggiungibile in circa un'ora da forcella Lagazzon. Sempre dai pressi di forcella Lagazzon in circa un'ora si raggiunge anche la Baita Pianezze, in comune di Vallada Agordina, situata sotto l'omonima forcella. In Val Franzei si trova l'omonima casera raggiungibile da Malga Ciapela o da Forca Rossa. Altre baite sono situate sul versante di val Pettorina, come la Casera Valbona o la Casera de la Busa.

## Galleria d'immagini

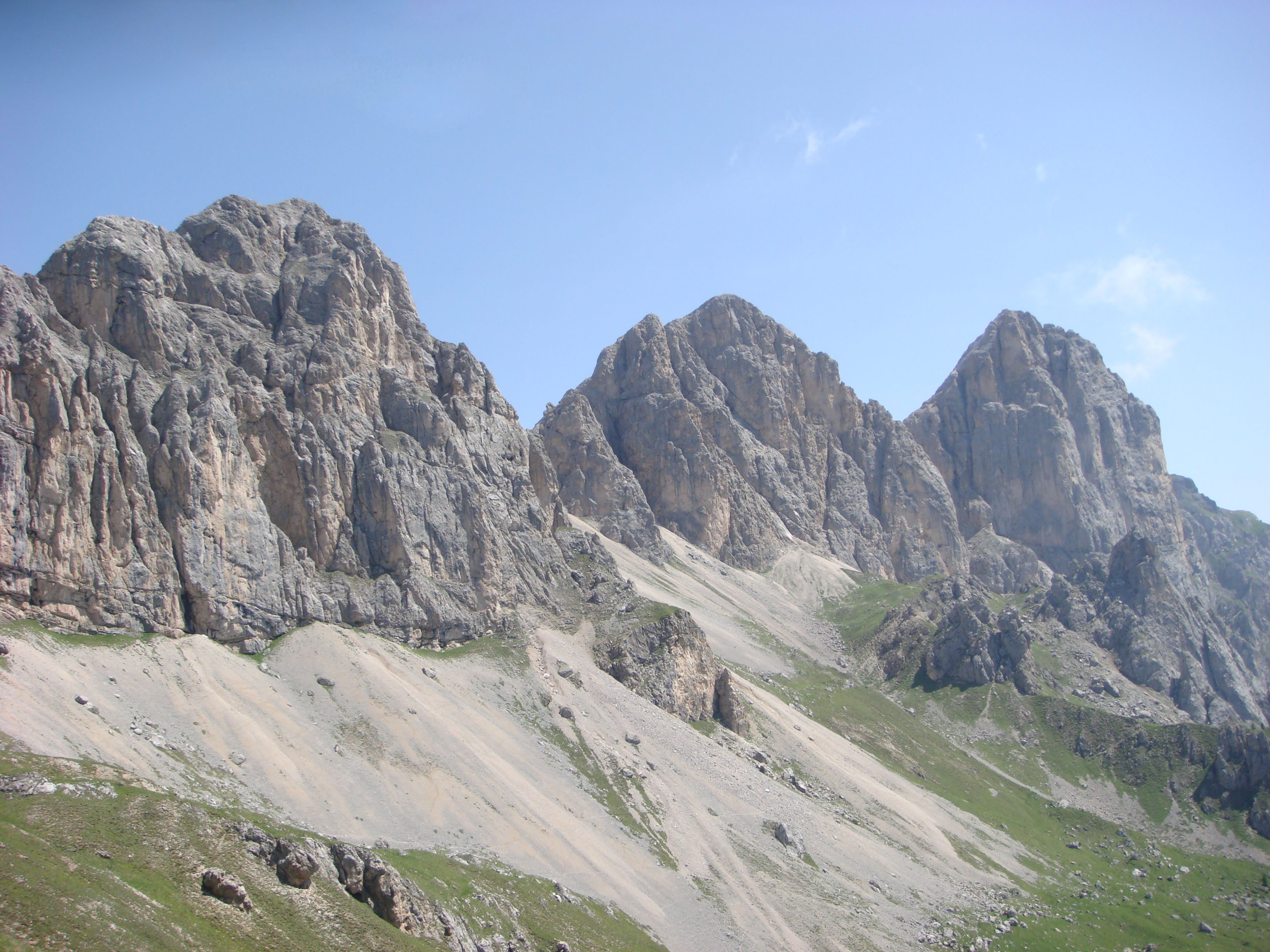
Le cime d'Auta viste dal passo del Col Bechér.
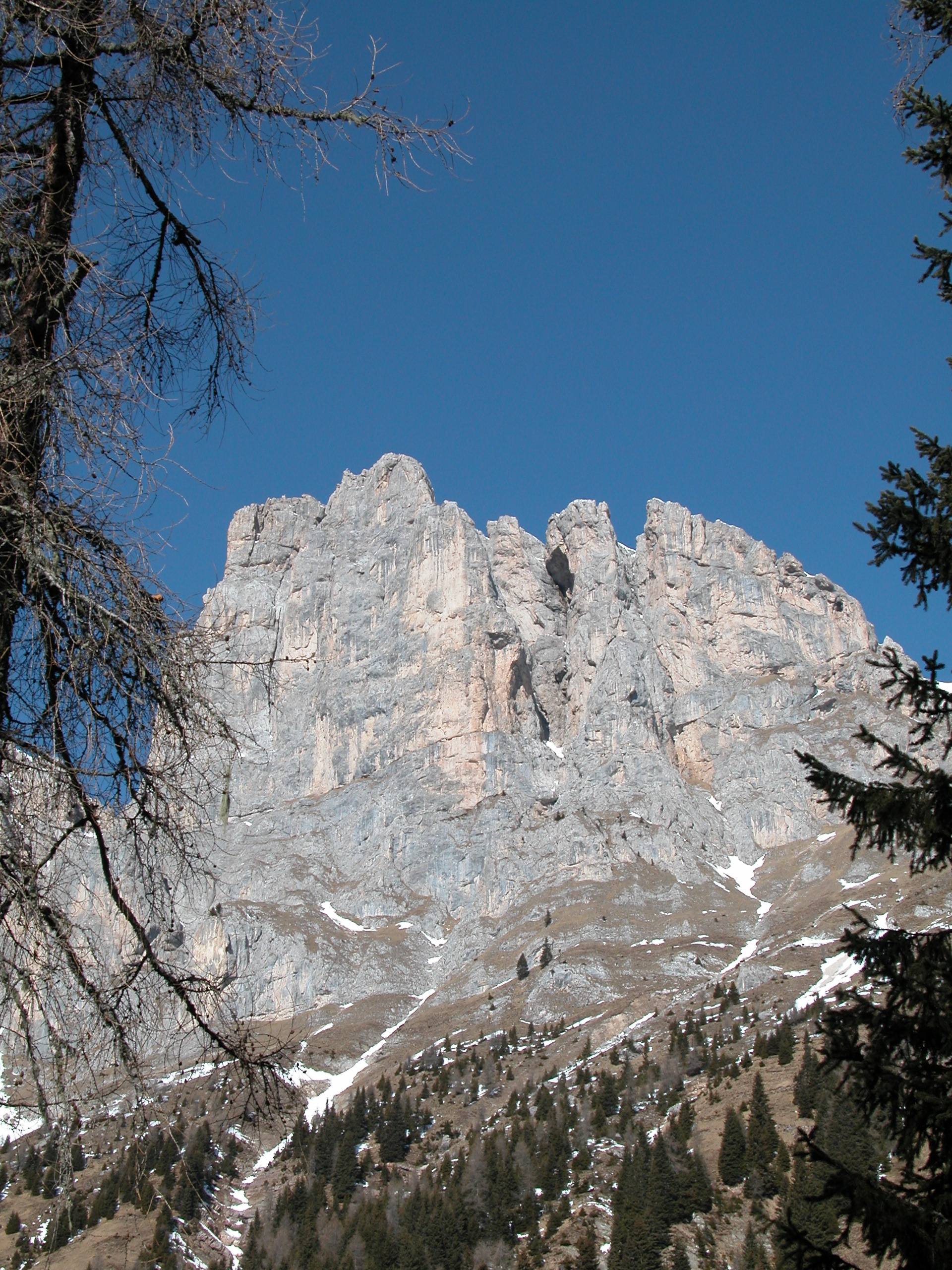
La cima d'Auta orientale dai pressi di Col Mont.
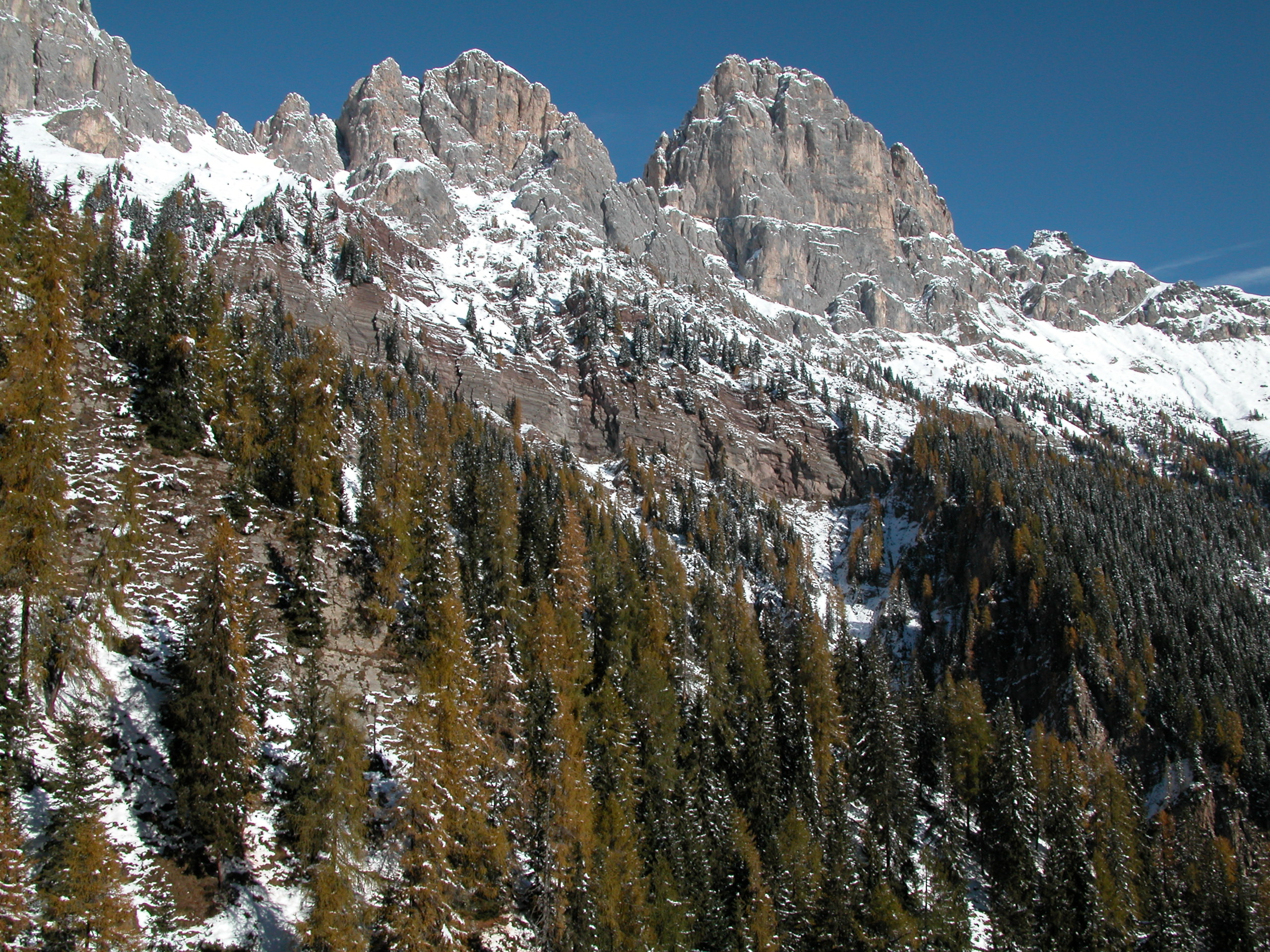
Le cime d'Auta in autunno.
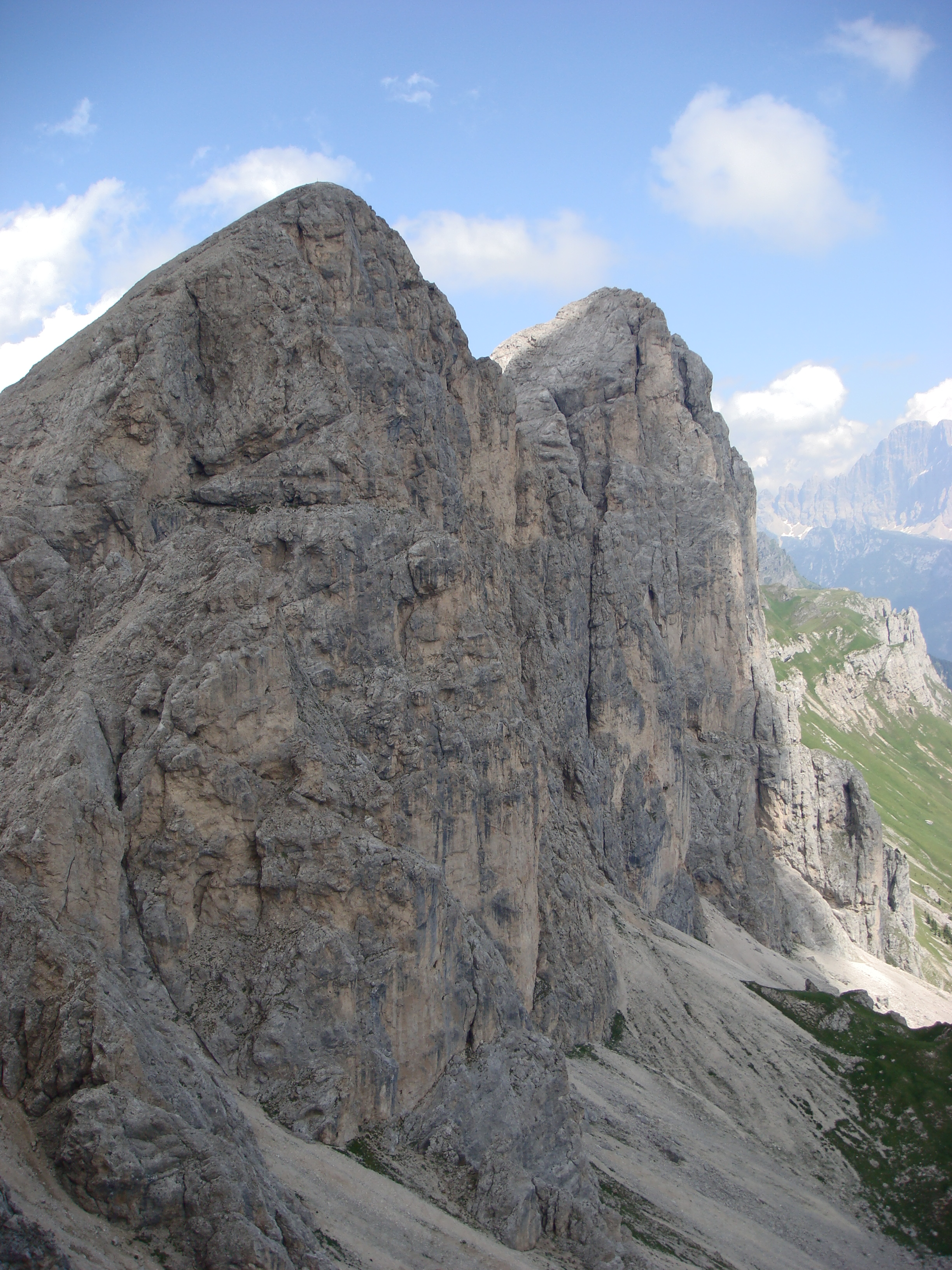
Le cime d'Auta dalla punta del Barbacin.
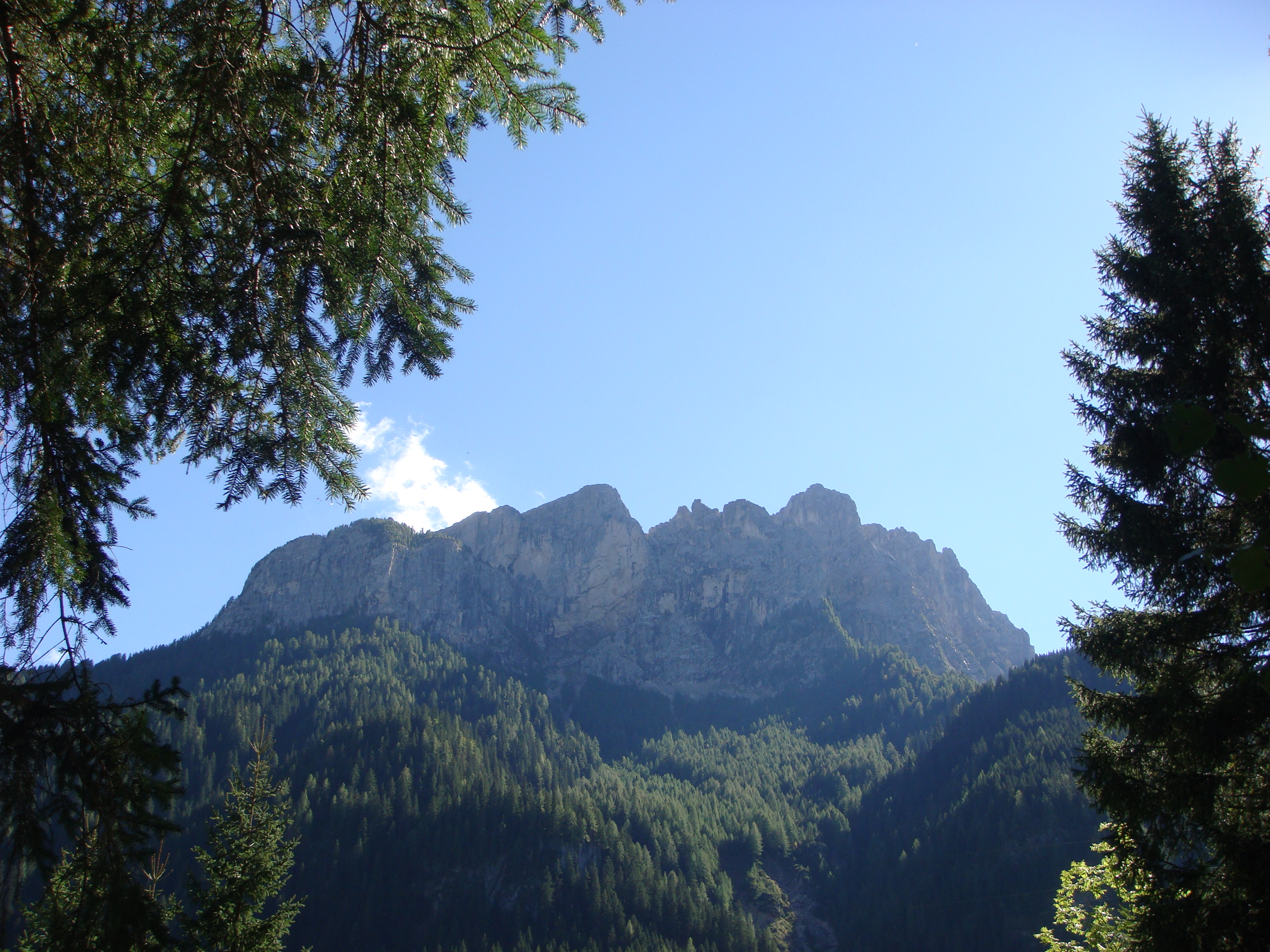
Il Sasso Bianco dalla val Pettorina.
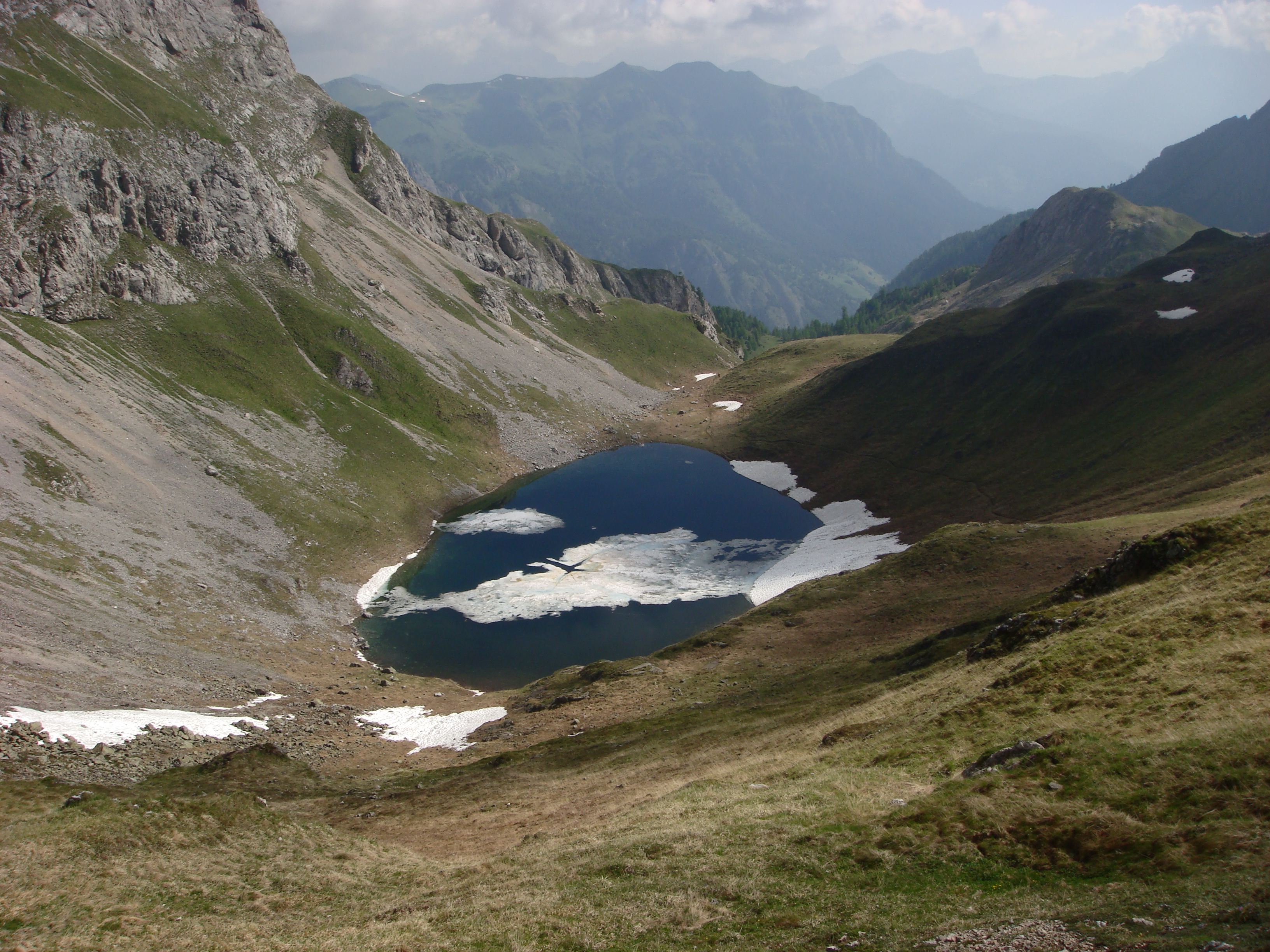
Il Lago dei Negher o dei Giai presso la Forcella dei Negher.